# تشاه مغو (كوهستان)
تشاه مغو (بالفارسية: چاه مغو) هي قرية تقع في إيران في Kuhestan Rural District.